# 부양비

2017년 전 세계 지역별 인구부양비

2017년 전 세계 지역별 유소년부양비.

부양비(Dependency ratio)는 생산가능인구(15∼64세)에 대한 유소년인구(0∼14세)와 고령인구(65세 이상)의 합의 백분비로, 인구의 연령구조를 나타내는 지표이다.

2017년 국가별 노년부양비.

## 계산방법[1]

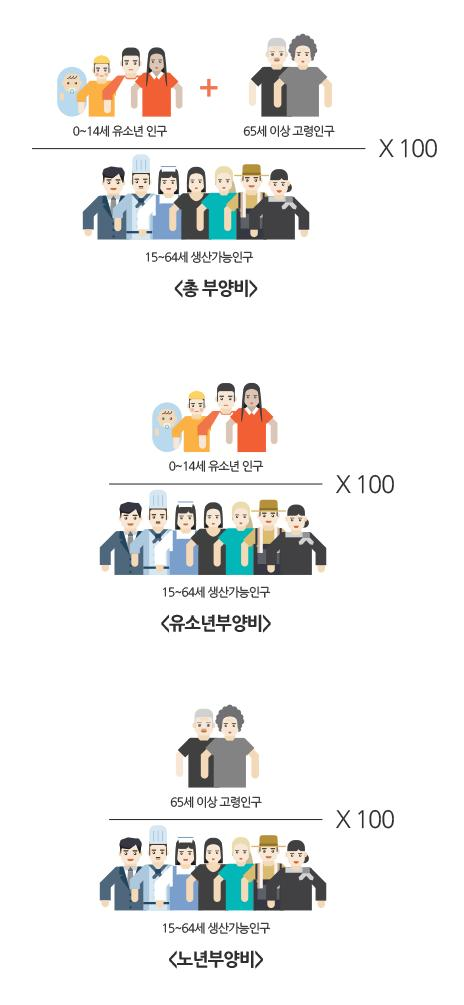
총 부양비, 유소년부양비, 노년부양비

총 부양비 = (유소년인구+고령인구)/생산가능인구(15~64)×100
유소년부양비 = 유소년인구(0~14)/생산가능인구(15~64)×100
노년부양비 = 고령인구(65세 이상)/생산가능인구(15~64)×100

## 전 세계적 동향
| 지역                      | 1950 | 1970 | 1990 | 2010 | 2030 | 2050 | 2070 | 2090 | 2100 |
| ------------------------- | ---- | ---- | ---- | ---- | ---- | ---- | ---- | ---- | ---- |
| 아프리카                  | 80.5 | 90.1 | 91.6 | 81.2 | 70.8 | 60.7 | 54.9 | 54.7 | 55.5 |
| 아시아                    | 67.9 | 79.5 | 63.3 | 48.0 | 49.0 | 55.9 | 63.6 | 70.3 | 73.2 |
| 유럽                      | 52.2 | 55.6 | 49.7 | 46.6 | 61.1 | 74.6 | 75.9 | 81.0 | 81.1 |
| 라틴 아메리카 및 카리브해 | 78.0 | 86.7 | 69.8 | 52.4 | 49.7 | 56.4 | 69.0 | 78.6 | 82.3 |
| 북아메리카                | 54.4 | 61.7 | 51.7 | 49.0 | 60.6 | 63.8 | 71.5 | 74.8 | 76.6 |
| 오세아니아                | 59.2 | 65.8 | 56.2 | 53.4 | 59.9 | 61.6 | 63.5 | 67.4 | 69.2 |
| 전 세계                   | 64.8 | 74.9 | 64.0 | 52.5 | 54.5 | 58.8 | 62.1 | 65.4 | 66.8 |

지역별로 차이가 있는데, 아프리카 지역의 경우 생산가능(15-64세) 인구에 비해 유소년(0-14세) 인구가 많아서 부양비가 높게 나오는 것이며, 유럽 지역의 경우 생산가능 인구에 비해 노인(65세 이상) 인구가 많아서 부양비가 높게 나온 것이다. 때문에 고령화 수준 등을 비교해보고자 한다면, 유소년을 제외한 노년부양비(Old-age dependency ratio)를 기준으로 비교해야 한다.

2019년 유엔은 한국이 2060년에 103.4명으로 전 세계에서 부양비가 가장 높은 국가가 되며, 2080년에 110.3명으로 정점에 달할 것이라고 전망했다.

## 같이 보기
- 부양비에 따른 나라 목록
- 경제인구학
- 고용률
- 연금위기
- 저출산